# Villanova Marchesana
Villanova Marchesana è un comune italiano di 872 abitanti della provincia di Rovigo in Veneto, situato a sudest del capoluogo.

## Storia

### Simboli
Lo stemma e il gonfalone sono stati concessi con decreto del presidente della Repubblica del 23 marzo 1970.
Il gonfalone è un drappo partito di giallo e di azzurro.

## Monumenti e luoghi d'interesse
I dati sono tratti da Il Veneto paese per paese.

### Architetture religiose

#### Chiesa parrocchiale di Santa Maria Assunta

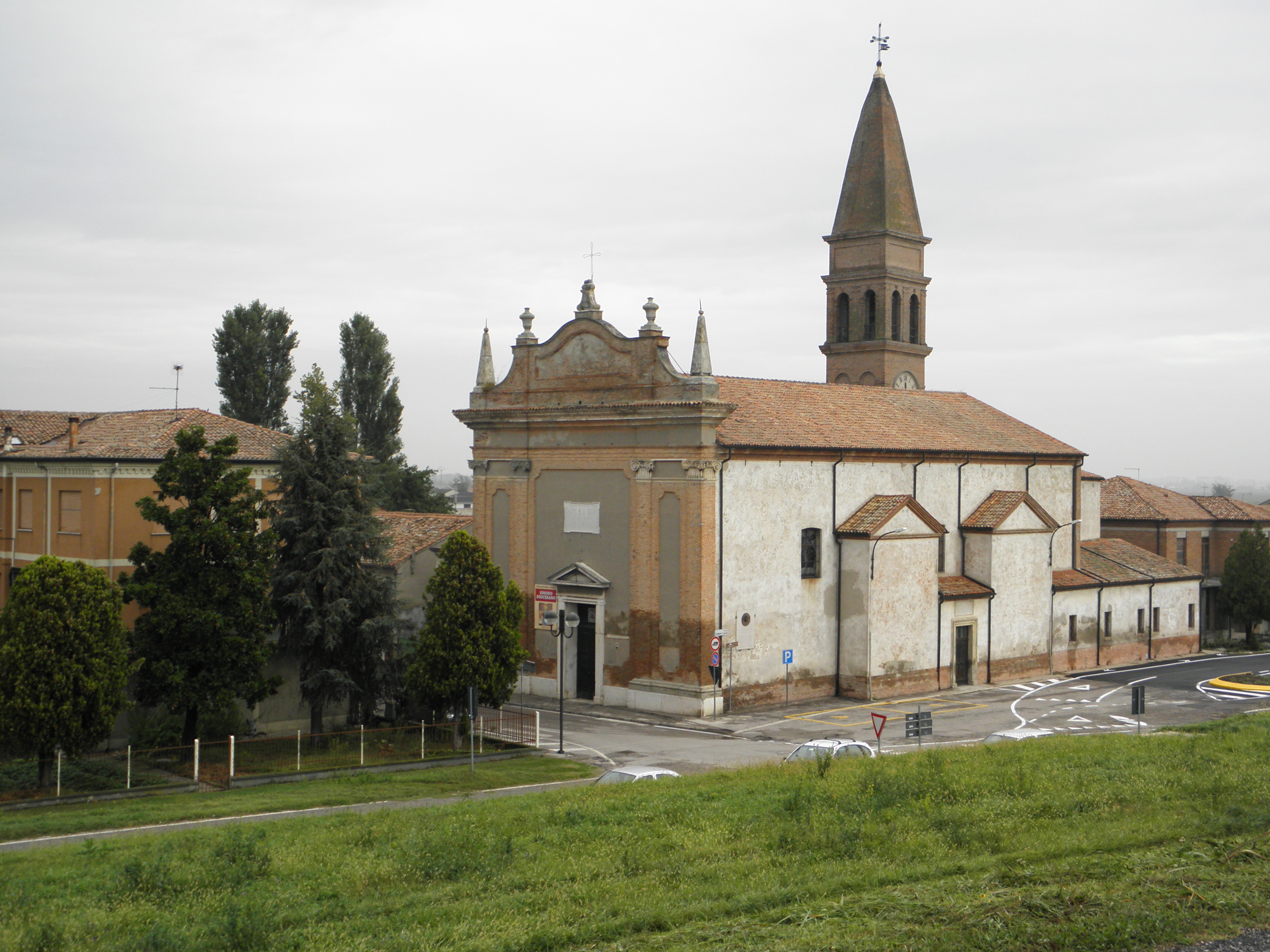
La chiesa parrocchiale di Santa Maria Assunta vista dall'argine del Po

La chiesa, posizionata a sud della via centrale dell'abitato nei pressi dell'argine del fiume Po, venne realizzata nella seconda metà del XVIII secolo ma la struttura è solo l'ultima di una serie che si sono succedute nel tempo in quella stessa posizione.
L'edificio originario risale al tardo XIII secolo, caratterizzato dalla presenza di una fonte battesimale e, come normalmente per l'epoca, vi sorgeva accanto il cimitero. Solo successivamente venne anche eretto un campanile. La zona, scarsa di popolazione per le difficoltà di coesistenza con un territorio soggetto a frequenti esondazioni, era prevalentemente coltivata ma con scarsa rendita che si ripercuoteva negativamente anche nella capacità economica dell'ordine monastico che vi era insediato, in possesso di alcuni arredi sacri. Le continue rotte degli anni successivi costrinsero però i frati ad allontanarvisi e l'edificio religioso, resosi inagibile, rimase abbandonato per molto tempo.
Fu a seguito dell'iniziativa di Borso d'Este, marchese di Ferrara, duca di Modena e Reggio, che alla metà del XV secolo ordinò la costruzione della Certosa di Ferrara, che la chiesa divenne parte dei possedimenti gestiti dai monaci che ne erano ospiti, ai quali in seguito ne venne concesso il giuspatronato. Grazie alla maggiore disponibilità economica l'edificio sacro venne ampliato acquistando negli anni successivi una crescente importanza nella parte settentrionale della Transpadana Ferrarese. Alla metà del XVI secolo già serviva 1 500 abitanti ed era costituito da una navata principale, dove era collocato l'altare maggiore, più altri cinque altari laterali ed un battistero.
Successivamente venne realizzata una nuova costruzione, consacrata nel 1608, testimonianza fornita da una lapide presente sull'entrata laterale dell'attuale struttura. Il nuovo edificio religioso era costituito da tre altari, con presbiterio orientato verso est, un battistero ed un cimitero. Nonostante la successiva epidemia di peste avesse provocato il decesso di gran parte della popolazione, riducendola a circa 1 100 unità, si riuscì a completare, nel 1665, la costruzione del campanile ed impreziosire con marmi ed opere d'arte di scuola bolognese e ferrarese i suoi interni per tutta la durata del secolo.
L'edificio, ormai diventato fatiscente, venne demolito per far sorgere sulle sue fondamenta l'odierna struttura, realizzata in stile che fondeva elementi rinascimentali e barocchi di ispirazione ferrarese, e che venne inaugurata nel 1788. Tra gli arredi era presente anche una tela raffigurante la Madonna della Salute ad opera dello Scarsellino, dipinto irrimediabilmente distrutto in un incendio scoppiato nel 1968.
Sul muro esterno di destra è stata posta nel 2002 una lapide con bassorilievo del Cardinale Giacomo Lercaro che ricorda il suo arrivo come arcivescovo di Ravenna, diocesi confinante con quella di Adria-Rovigo, nel mese di novembre del 1951 in occasione dell’alluvione del Polesine. In tale occasione invitó alcuni ragazzi a seguirlo a Ravenna per continuare gli studi iniziando così un’esperienza di convivenza in arcivescovado coi ragazzi fino al termine del suo servizio episcopale prima a Ravenna, poi dal 1952 al 1968 a Bologna.
- Chiesa di San Lorenzo, nella frazione di Canalnovo.

### Architetture civili
- Corte Cisimatti con annesso Oratorio, in località Cisimatti.
- Villa Camerini, Brogiato (XVII secolo)
- Scuderie di villa Luisa

## Società

### Evoluzione demografica
Abitanti censiti

## Amministrazione
| Periodo | Periodo | Primo cittadino  | Partito                           | Carica  | Note |
| ------- | ------- | ---------------- | --------------------------------- | ------- | ---- |
| 1995    | 1999    | Francesco Toso   | Lista Civica                      | Sindaco |      |
| 1999    | 2004    | Francesco Toso   | Lista Civica                      | Sindaco |      |
| 2004    | 2009    | Ilario Pizzi     | Lista Civica (Centro-destra)      | Sindaco |      |
| 2009    | 2014    | Ilario Pizzi     | Lista Civica (Centro-destra)      | Sindaco |      |
| 2014    | 2019    | Riccardo Rigotto | Lista Civica "Uniti per Cambiare" | Sindaco |      |
| 2019    | 2024    | Riccardo Rigotto | Lista Civica "Uniti per Cambiare" | Sindaco |      |